# Adèle O'Longh
Adèle O'Longh, née à Marseille en 1974, est une écrivaine et une cinéaste française.

## Biographie
Après des études aux Beaux-arts de Marseille, Adèle O'Longhs’installe à Barcelone, dans le Raval, où elle tourne le documentaire Desde mi ventana qui présente la situation du quartier du Barrio Chino dans les années 2000,,,,. 
C’est également à Barcelone qu’elle publie le roman De Beauchastel a Barcelona,. Inscrite dans la tradition des écrivains nomades et voyageurs,, Adèle O’Longh passe plusieurs années aux Canaries, où elle écrit le récit de voyage Les Montagnes dans les nuages,. En 2019, paraît le roman La voyageuse immobile aux éditions Après la Lune, suivi en 2021 de La vieille dame au  cœur du volcan, aux mêmes éditions, qui se déroule sur l'île de Gran Canaria,.

## Œuvre
Romans
- De Beauchastel a Barcelona, La Magrana, Traduction Annie Bats  (ISBN 9788489662100), 2007
- La voyageuse immobile, Après la Lune  (ISBN 978-2352270829), 2019
- La vieille dame au  cœur du volcan, Après la Lune  (ISBN 978-2352270959), 2021

Récit de voyage
- Les Montagnes dans les nuages, Collection Étonnants Voyageurs, Hoëbeke,  (ISBN 2842303172), 2008

## Filmographie
- 2007 : Desde mi ventana